# متنزه كوتيناي الوطني
يقع متنزه كوتناي الوطني جنوب شرق كولومبيا البريطانية في كندا، ويغطي مساحة 1,406 كم مربع في جبال روكي الكندية، وهو جزء من موقع تراث عالمي. يتراوح ارتفاع المنطقة من 918 متر عند مدخل المتنزه الجنوبي الغربي إلى 3424 متر عند جبل ديلتافورم. يشكّل كوتيناي أحد أربع متنزهات جبلية متاخمة لبعضها في جبال روكي الكندية؛ والثلاثة الأخرى هي منتزه بانف الوطني إلى الشرق مباشرةً ومتنزه يوهو الوطني مباشرة إلى الشمال ومتنزه جاسبر الوطني الذي لا يشترك في حدود مباشرة مع متنزه كوتيناي الوطني. أنشأ هذا المتنزه عام 1920 بموجب اتفاقية بين مقاطعة كولومبيا البريطانية والحكومة الفيدرالية الكندية لبناء طريق سريع مقابل قطعة شريطية الشكل من الأرض على الجانب الآخر من الطريق. كان عرض هذه الأرض 8 كم من كلا جانبي الطريق الجديد الذي أنشأ بطول 94 كم.
على الرغم من أن المتنزه مفتوحاً للزيارة طوال العام، إلا أن الموسم السياحي يستمر من حزيران (يونيو) حتى أيلول (سبتمبر). وتكون المخيمات مفتوحة من بداية أيار (مايو) حتى نهاية أيلول (سبتمبر)، لكن التخييم في الشتاء يكون متاحاً في منطقة دوللي فاردين للتخييم فقط.
سمي المتنزه بهذا الاسم نسبة لنهر كوتيناي، أحد أكبر نهرين يجريان عبر المتنزه، والآخر هوي نهر فيرميلون. يجري نهر كوتناي خلال المتنزه ويلتقي في نهاية الأمر مع نهر كولومبيا. كما يمر طريق بانف ويندمير السريع عبر المتنزه.

## معرض صور

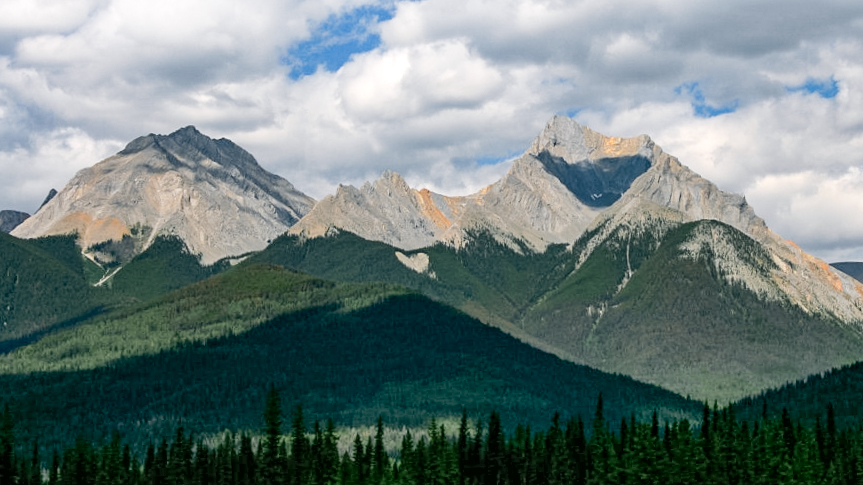
منظر نحو الجنوب شرق من نقطة تقع على مقربة من ممر سنكلير
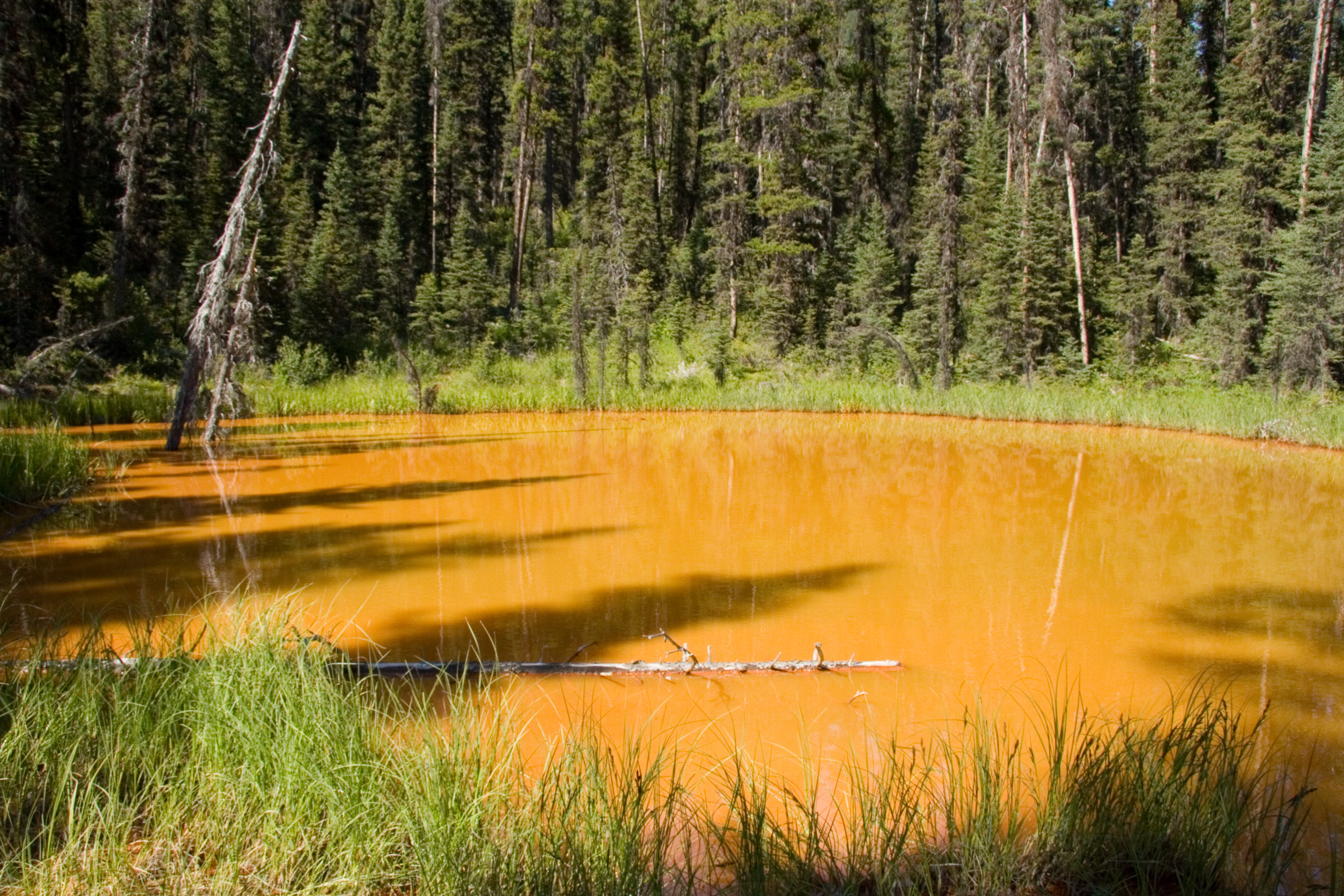
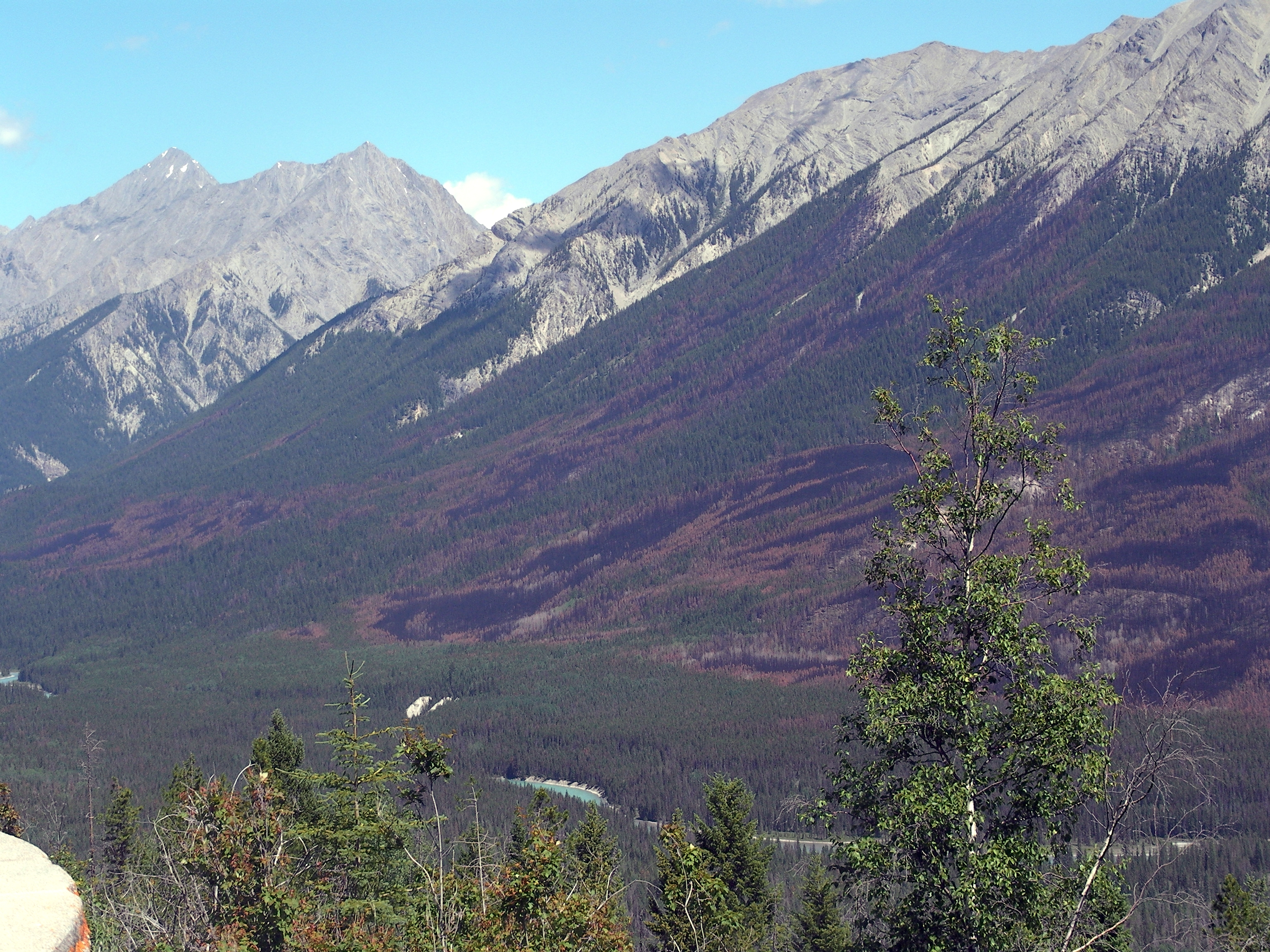
وادي نهر كوتيناي
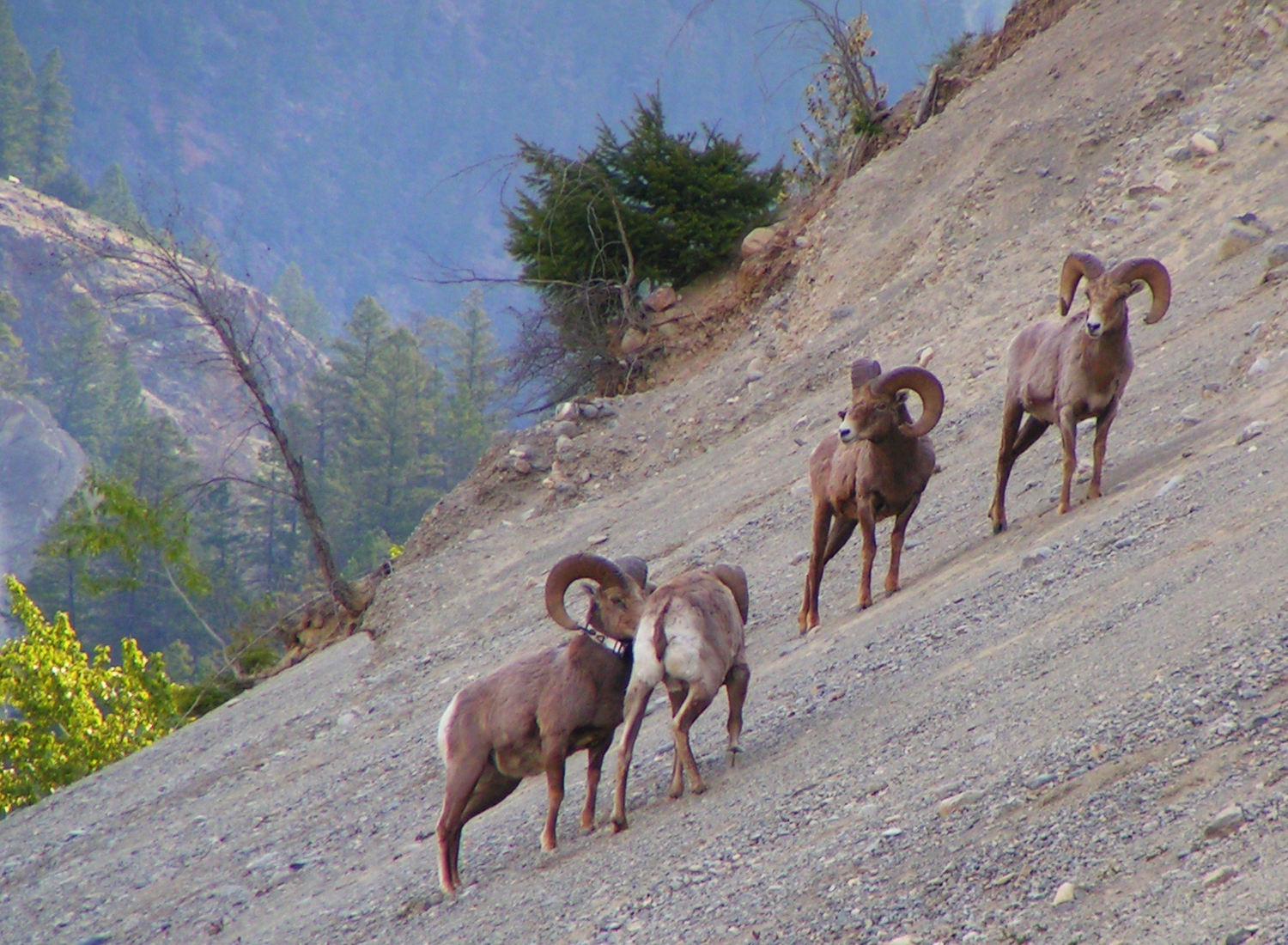
كبش الجبال الصخرية
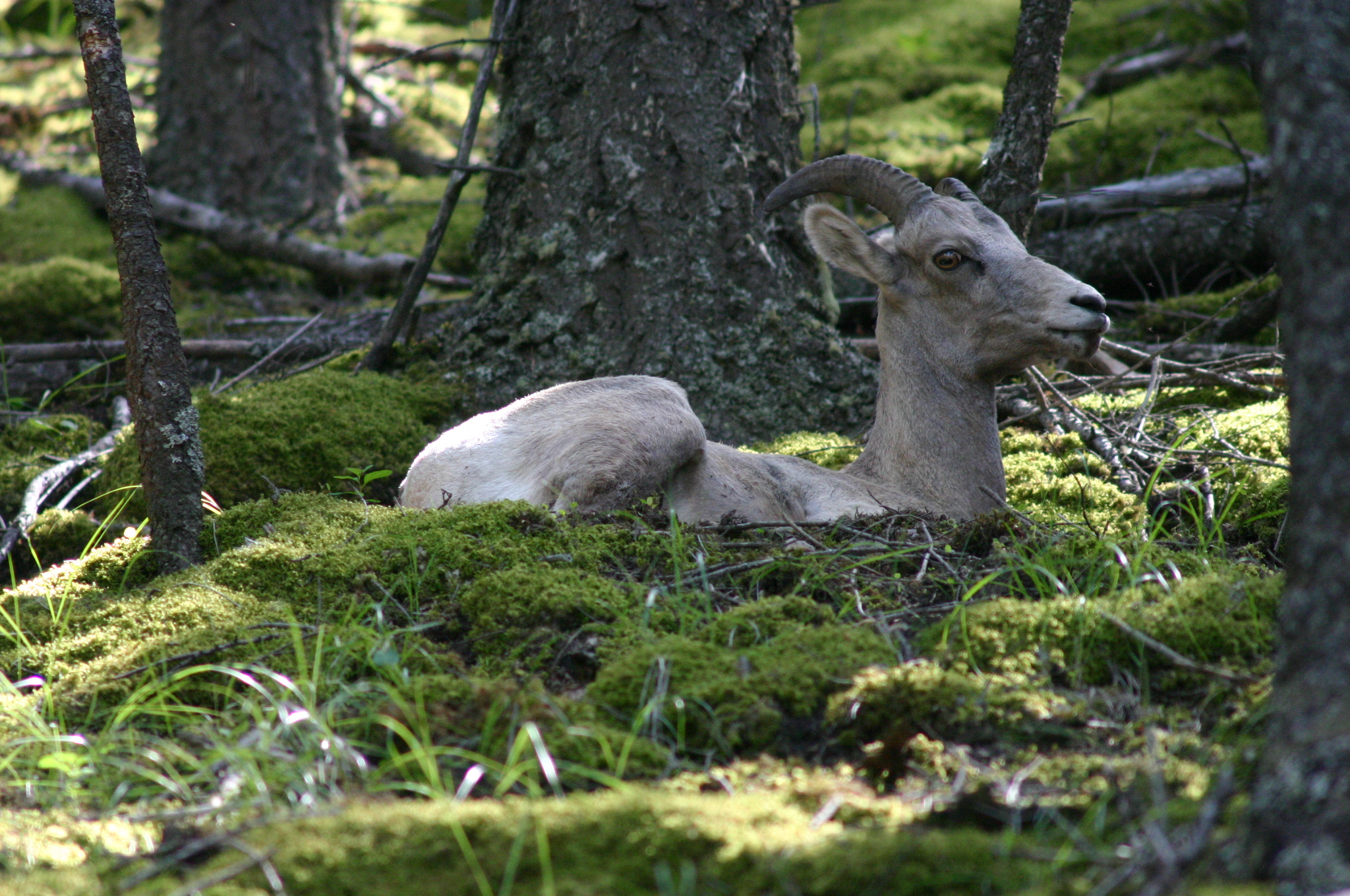
خروف بيغون
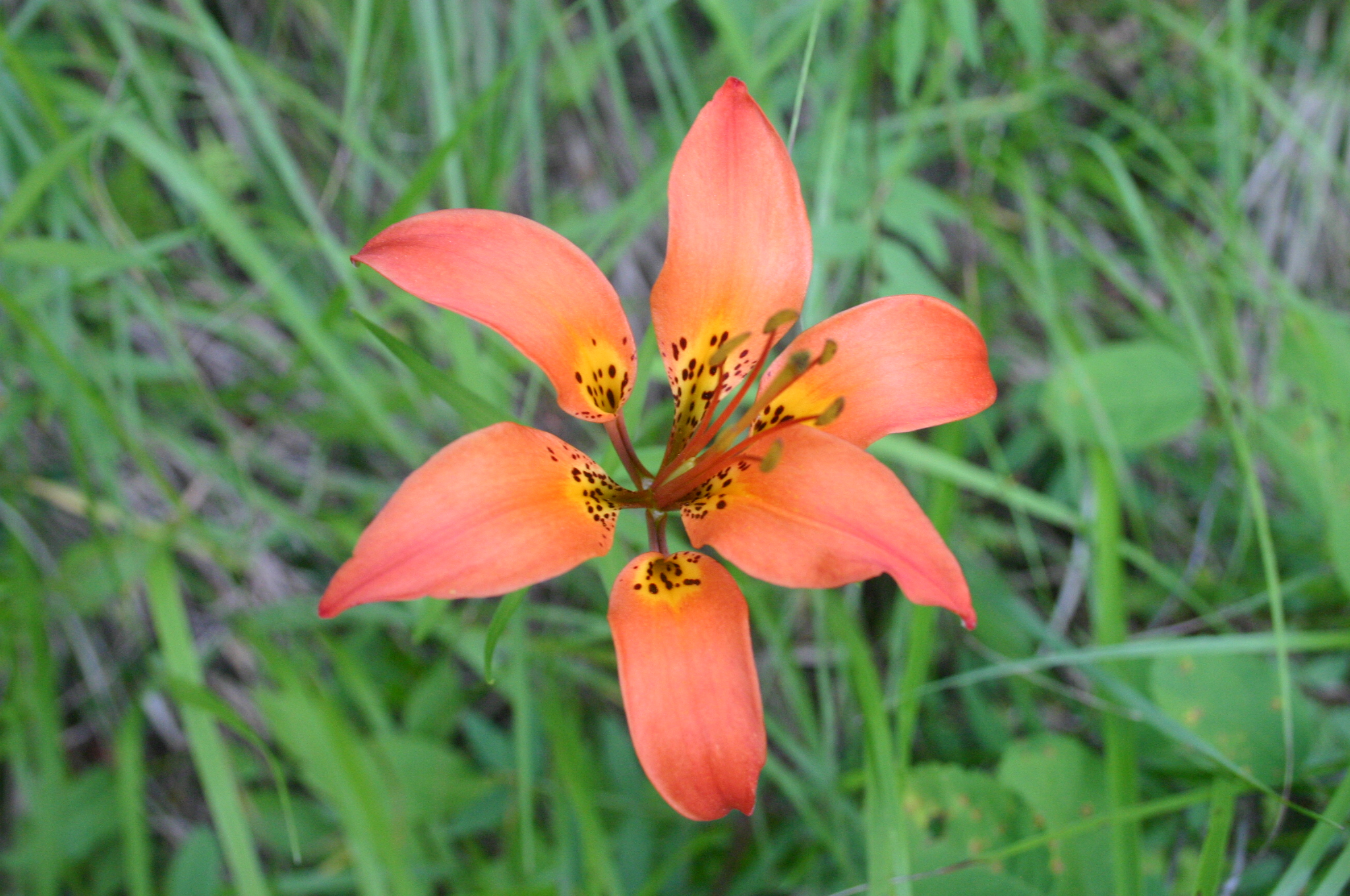
Lilium philadelphicum زنبق بري في بيحرة دوغ
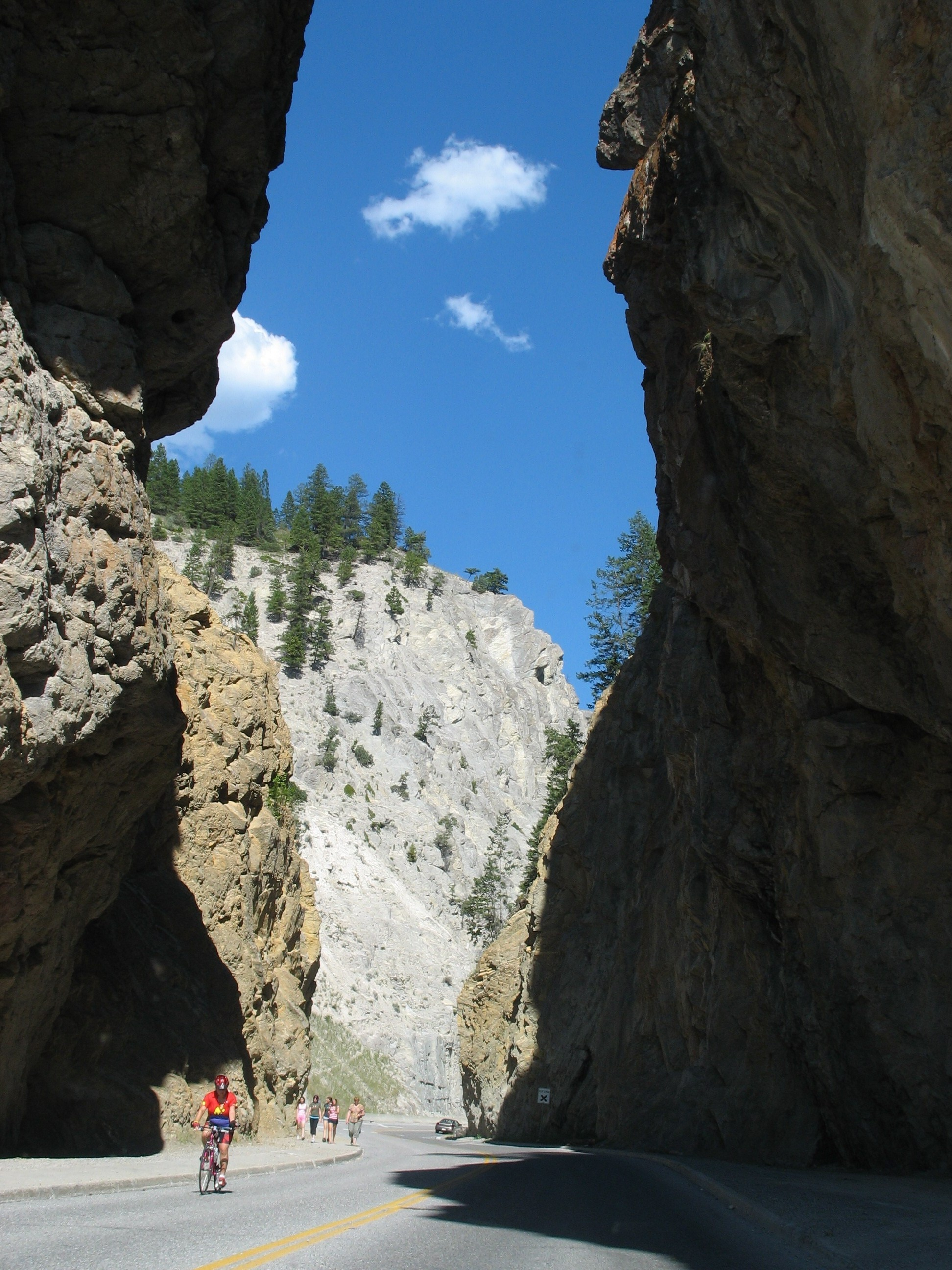
طريق كولومبيا البريطانية 93 الذي يقود عبر وادي سنكلير
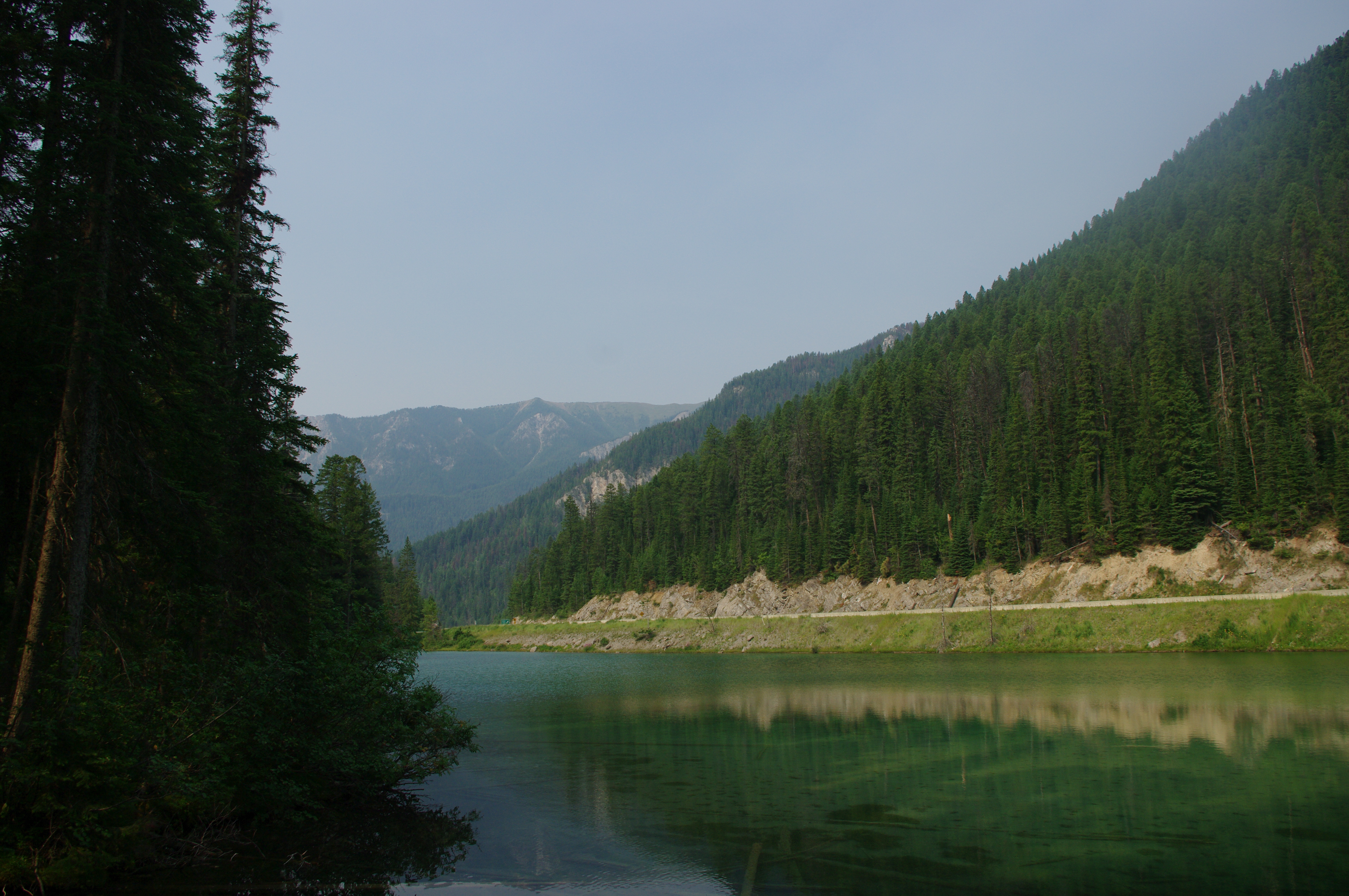
بحيرة الزيتون
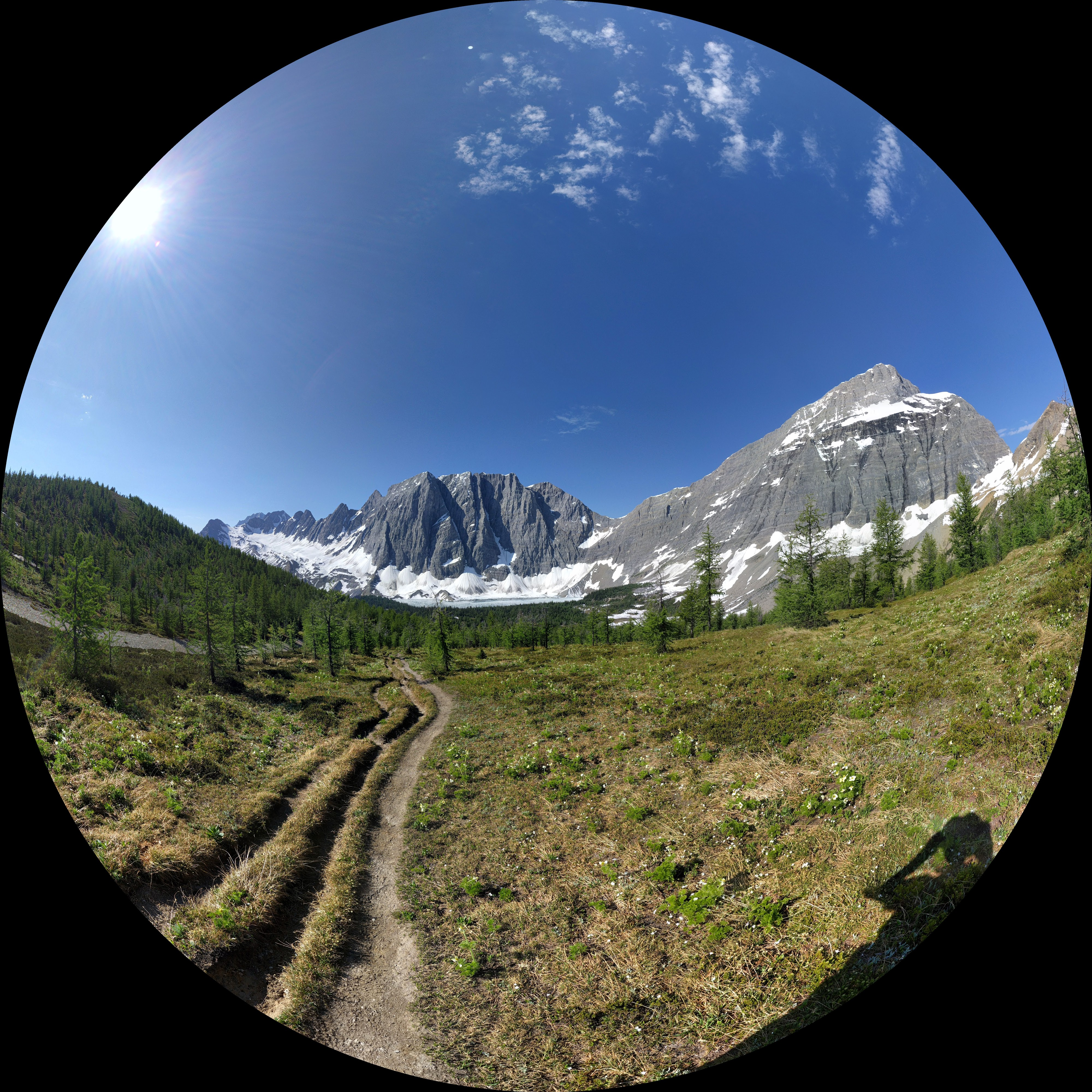
بحيرة فلو كما تبدو من روكوول تريل

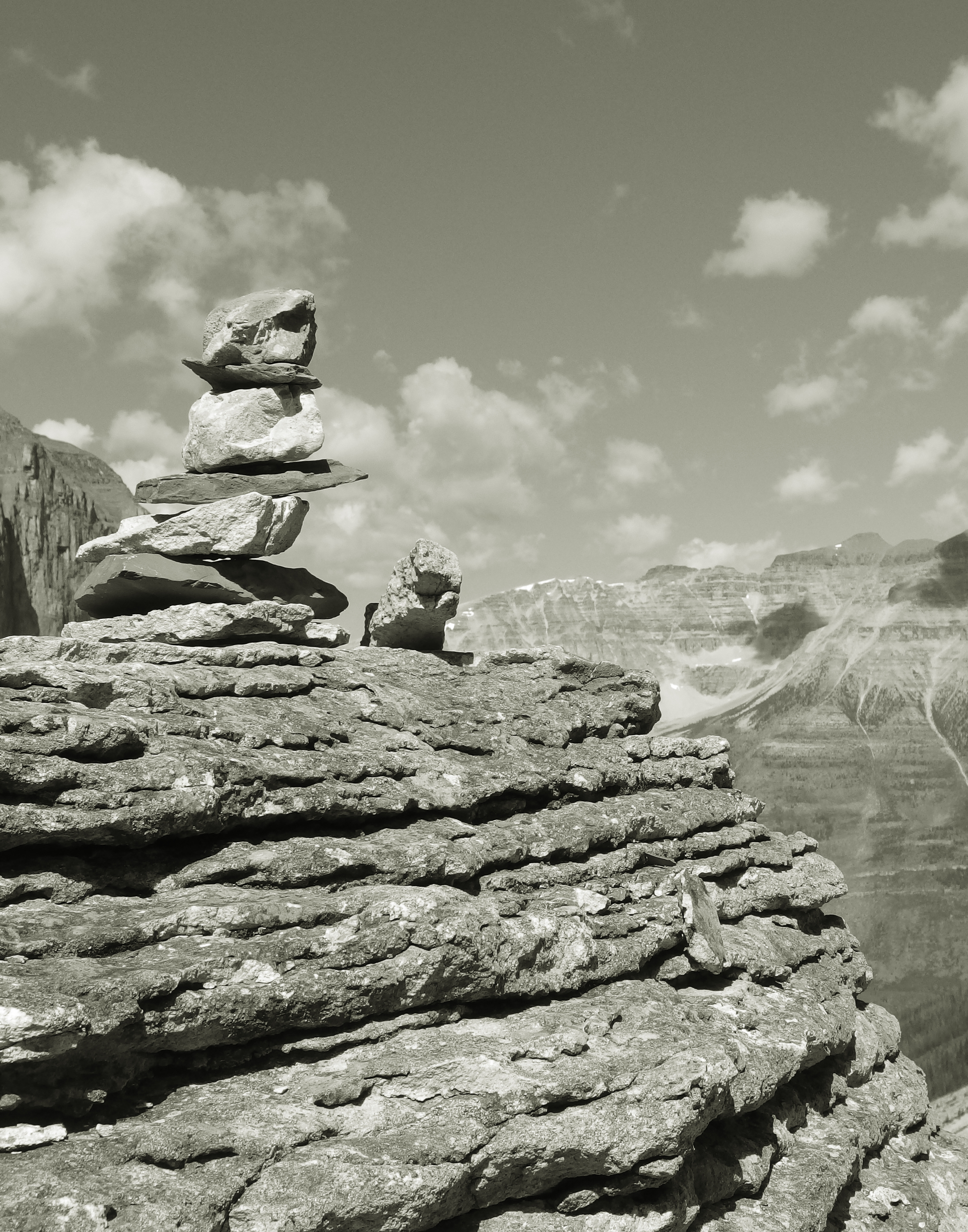

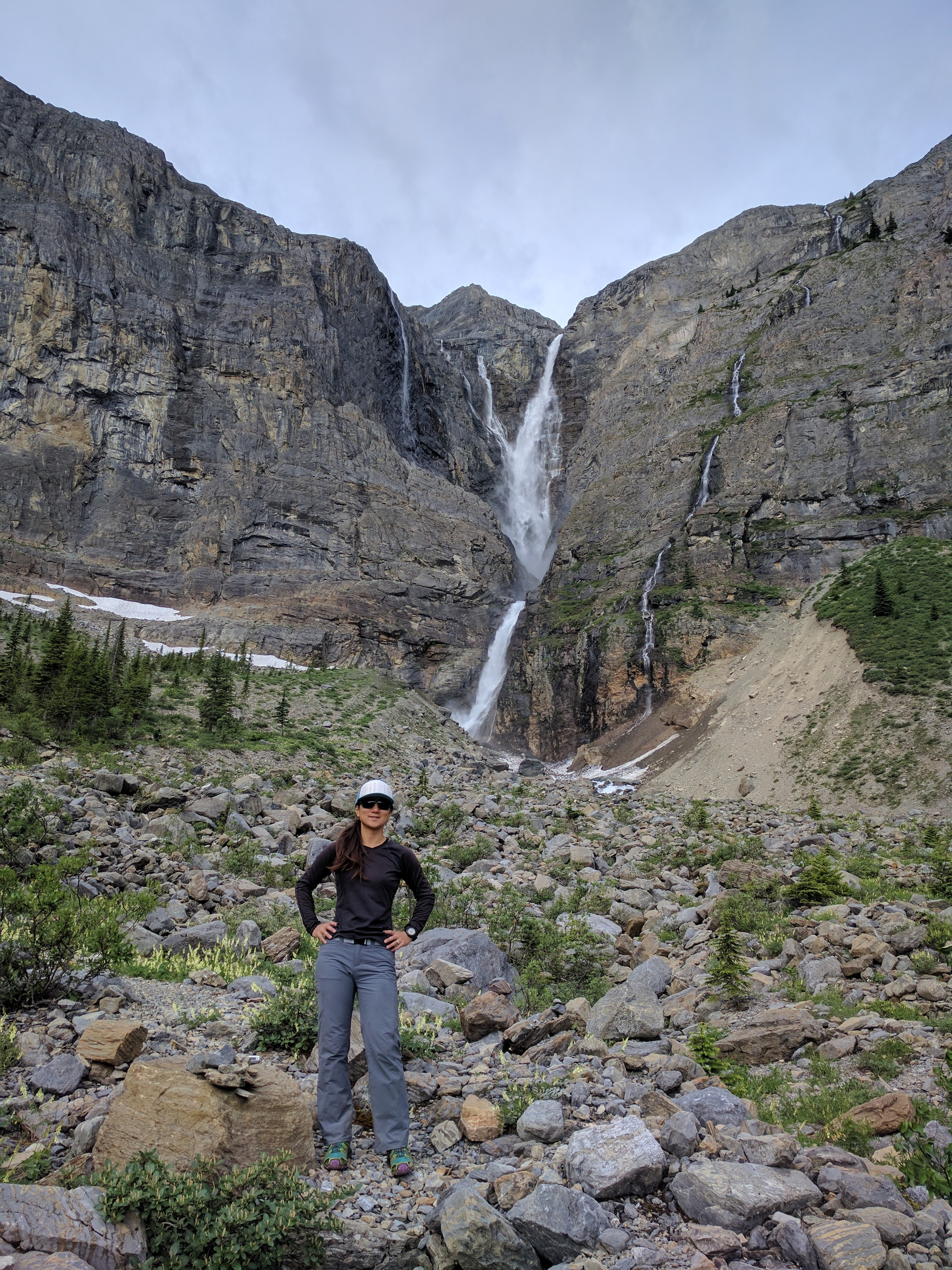
شلالات هيلميت

## وصلات خارجية
- Parks Canada web site for Kootenay NP
- Geology of the Rocky mountains including Kootenay area نسخة محفوظة 12 فبراير 2021 على موقع واي باك مشين.
- Parks Canada – موقع المتنزه الوطني
- مقالة عن متنزه كوتناي الوطني من الموسوعة الكندية